# Nadežda Petrović
Nadežda Petrović (srbsko Надежда Петровић), srbska slikarka, * 12. oktober 1873, Čačak, † 3. april 1915, Valjevo. Velja za največjo srbsko impresionistko in fauvistko, ter najpomembnejšo srbsko slikarko tistega obdobja. Mlada se je preselila v Beograd, kjer je obiskovala višjo šolo za ženske. Diplomirala je leta 1891 in nekaj časa poučevala na šoli. Leta 1893 se je preselila v München, kjer je študirala v zasebni šoli slovenskega umetnika Antona Ažbeta. Med leti 1901 in 1912 je svoja dela razstavljala po Evropi.

## Življenjepis
Rojena je v Čačku 12. oktobra leta 1873. Njen oče  Dimitrije-Mita Petrović je bil zgodovinar, mati Mileva, sestrična Svetozara Miletića, pa učiteljica. Njen mlajši brat je bil književnik Rastko Petrović.

	Z družino se je leta 1884 preselila v Beograd. Višjo žensko šolo je končala v Beogradu leta 1891. Naslednje leto je naredila izpit za učiteljico risanja v srednjih šolah in postala učenka v ateljeju Djordja Krstića. Od leta 1896 do 1897 se je šolala pri Cirilu Kutljiki (Cyril Kutlík), od leta 1898 pa v Minchenu v ateljeju Slovenca Antona Ažbeta.

Že leta 1900 je imela prvo samostojno razstavo v Beogradu. Leta 1901 je začela delati v ateljeu Julijusa Ekctera v Minchenu. 26. avgusta leta 1903 je z Delfo Ivanić in Milico Dobri ustanovila humanitarno društvo Kolo srbskih sester. Društvo je nastalo kot odgovor na preganjanje kristjanov v "stari Srbiji", na današnjem teritoriju Makedonije. Konec leta 1903 je Nadežda z Milico Dobri celo odšla v Makedonijo in delila humanitarno pomoč, ki jo je društvo zbralo. Z njima je šel Vojislav Tankosić, ki je delal na ustanovitvi gverilske organizacije. Nadežda je svoje vtise z nevarnega potovanja opisala v drami "Vojvoda Micko Porečki". Drama je bila objavljena šele po njeni smrti. 

Od leta 1904 se je v domovini angažirala za Prvo jugoslavansko umetniško razstavo, na kateri so sodelovali tudi slovenski modernisti, Prve jugoslavanske umetniške kolonije in ustanovila Lado (umetniško društvo). Zanimala se je tudi za likovno kritiko. Do leta 1912 je veliko razstavljala: leta 1907 razstava jugoslovanske kolonije, leta 1908 razstava srbskega umetniškega združenja, leta 1910 druga samostojna razstava v Ljubljani, v Parizu na jesenskem Salonu in v Zagrebu v skupini Medulić, leta 1911 je razstavljala na srbskem oddelku na mednarodni razstavi v Rimu, na salonu internacionalne unije in na jesenskem salonu v Parizu. V Beogradu je leta 1912 ustanovila slikarsko šolo. Ukvarjala se je tudi s fotografijo v času vojne in je ena od prvih ženskih vojnih fotografov.

	Njen oče je umrl leta 1911, mati pa naslednjega leta. Njuno smrt je zelo težko sprejela.

	V 1. balkanski vojni in 2. balkanski vojni ter v 1. svetovni vojni je bila prostovoljna bolničarka. Umrla je v Valjevu 3. aprila leta 1915, in sicer zaradi tifusa.
V Čačku od leta 1960 poteka Memorial Nadežde Petrović, slikarski bienale.

## Obdobja v njenem umetniškem delovanju

### - münchensko (1898-1903)
- Drevo v gozdu, 1902, Narodni muzej Beograd
- Bavarec s klobukom, 1900, Umetniška galerija N.Petrović Čačak
- Mlin, 1901, Umetniška galerija N.Petrović Čačak

### - srbsko (1903-1910)
- Resnik, 1904, Narodni muzej Beograd
- Portret Milevice Petrović), 1909, Umetniška galerija N.Petrović Čačak
- Prizrenka (Ciganka), 1905, Umetniška galerija N.Petrović Čačak

### - pariško (1910-1912)
- Morje, 1910, Umetniška galerija N.Petrović Čačak

### - vojno (1912-1915)
- Star šadrvan v Prizrenu, 1913, Umetniška galerija N.Petrović Čačak
- Gračanica, 1913, Umetniška galerija N.Petrović Čačak
- Turški most
- Polje kosovskih božurjev
- Stari Prizren